# 막대 그래프

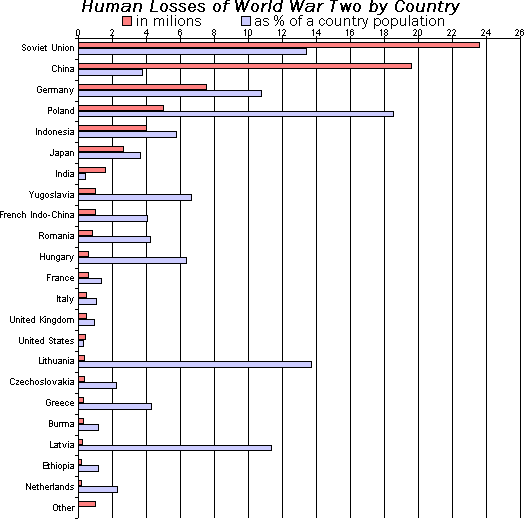
막대 그래프의 예

막대 그래프(-graph), 바 차트(bar chart), 바 그래프(bar graph)는 표현 값에 비례하여 높이와 길이를 지닌 직사각형 막대로 범주형 데이터를 표현하는 차트나 그래프를 말한다. 막대는 수직으로나 수평으로 그릴 수 있다. 수직 막대 그래프는 선 그래프 또는 라인 그래프(line graph)라고도 한다.

## 역사
수많은 출처에 따르면 윌리엄 플레이페어(1759-1824년)가 막대 그래프를 발명한 것으로 간주하며, 그의 상업정치도해(The Commercial and Political Atlas)의 크리스마스 1780년부터 크리스마스 1781년 사이 1년 간 스코틀랜드와 여러 지역 간 수출입(Exports and Imports of Scotland to and from different parts for one Year from Christmas 1780 to Christmas 1781) 그래프가 역사상 최초의 막대 그래프로 간주된다.
약 300년 전 The Latitude of Forms에 출간된 시간에 따라 꾸준히 가속하는 물체의 속도 다이어그램(Jacobus de Sancto Martino 또는 니콜 오렘)은 "원시적 막대 그래프"로 해석될 수 있다.

## 같이 보기
- 선 그래프